# Felimare
Genre
Felimare est un genre de nudibranches de la famille des Chromodorididae.

## Liste d'espèces
Selon World Register of Marine Species (6 juin 2014) :
- Felimare acriba (Ev. Marcus & Er. Marcus, 1967)
- Felimare agassizii (Bergh, 1894)
- Felimare alaini (Ortea, Espinosa & Buske, 2013)
- Felimare amalguae (Gosliner & Bertsch, 1988)
- Felimare bayeri Ev. Marcus & Er. Marcus, 1967
- Felimare bilineata (Pruvot-Fol, 1953)
- Felimare californiensis (Bergh, 1879)
- Felimare cantabrica (Bouchet & Ortea, 1980)
- Felimare ciminoi (Ortea & Valdés, 1996)
- Felimare espinosai (Ortea & Valdés, 1996)
- Felimare fontandraui (Pruvot-Fol, 1951)
- Felimare francoisae (Bouchet, 1980)
- Felimare garciagomezi (Ortea & Valdés, 1996)
- Felimare gasconi (Ortea, 1996)
- Felimare ghiselini (Bertsch, 1978)
- Felimare gofasi (Ortea & Valdés, 1996)
- Felimare juliae (DaCosta, Padula & Schrödl, 2010)
- Felimare kempfi (Ev. Marcus, 1971)
- Felimare lajensis (Troncoso, Garcia & Urgorri, 1998)
- Felimare lapislazuli (Bertsch & Ferreira, 1974)
- Felimare lilyeveae (Alejandrino & Valdés, 2006)
- Felimare malacitana (Luque, 1986)
- Felimare marci (Ev. Marcus, 1971)
- Felimare molloi (Ortea & Valdés, 1996)
- Felimare muniainae (Ortea & Valdés, 1996)
- Felimare olgae (Ortea & Bacallado, 2007)
- Felimare orsinii (Vérany, 1846)
- Felimare picta (Schultz in Philippi, 1836)
- Felimare porterae (Cockerell, 1901)
- Felimare ruthae (Ev. Marcus & Hughes, 1974)
- Felimare sisalensis Ortigosa & Valdés, 2012
- Felimare sycilla (Bergh, 1890)
- Felimare tema (Edmunds, 1981)
- Felimare tricolor (Cantraine, 1835)
- Felimare villafranca (Risso, 1818)
- Felimare xicoi (Ortea & Valdés, 1996)
- Felimare zebra (Heilprin, 1889)

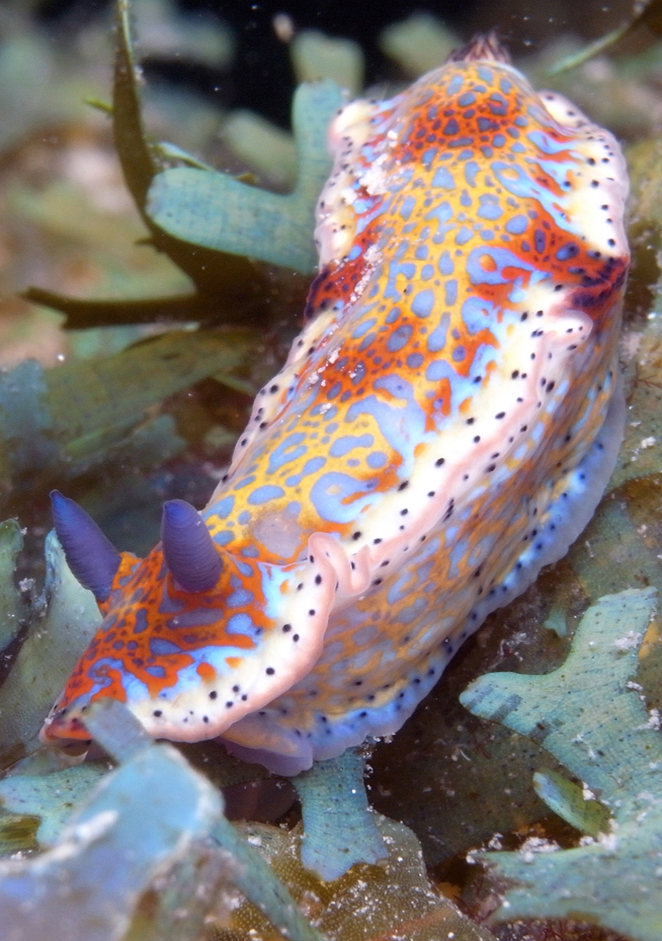
Felimare alaini
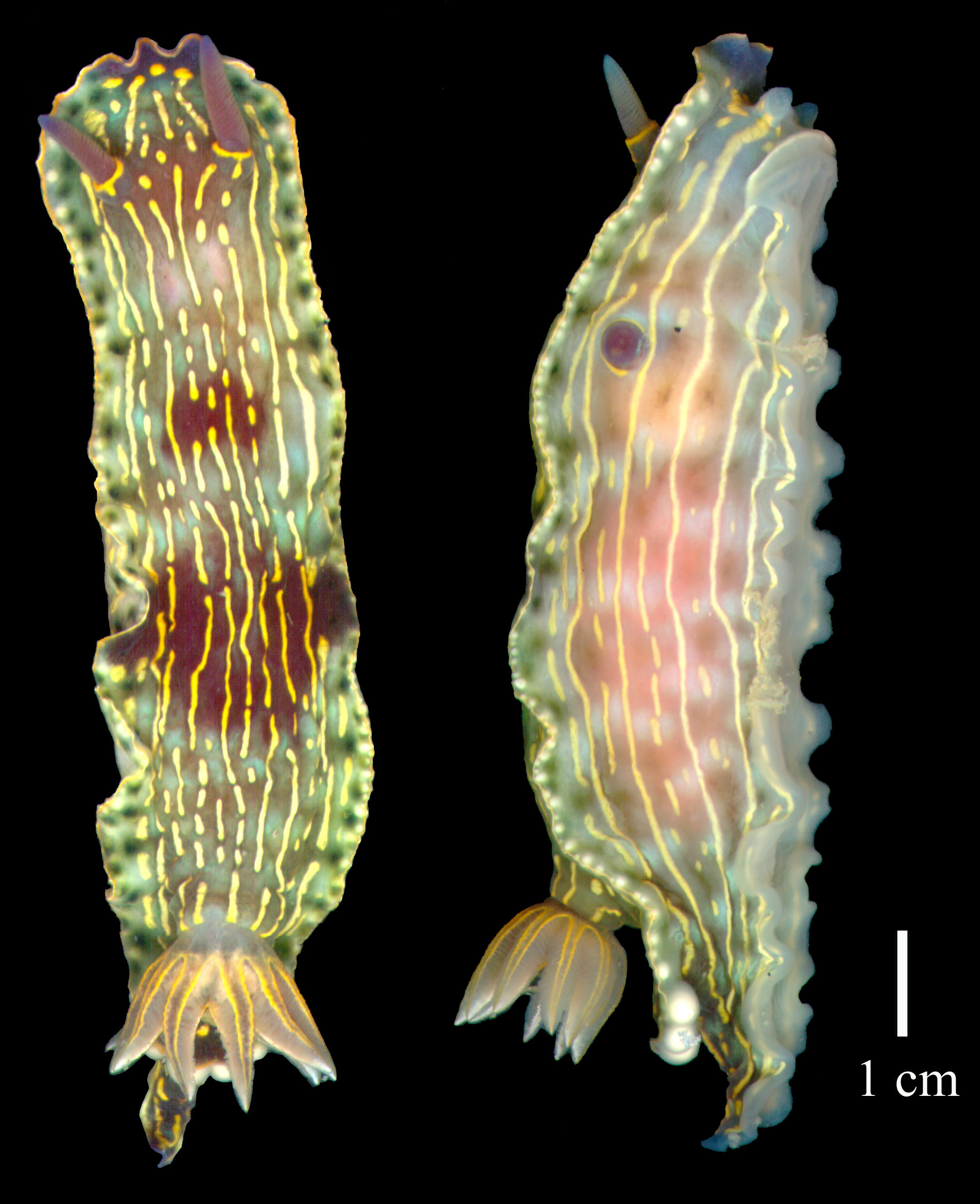
Felimare bayeri
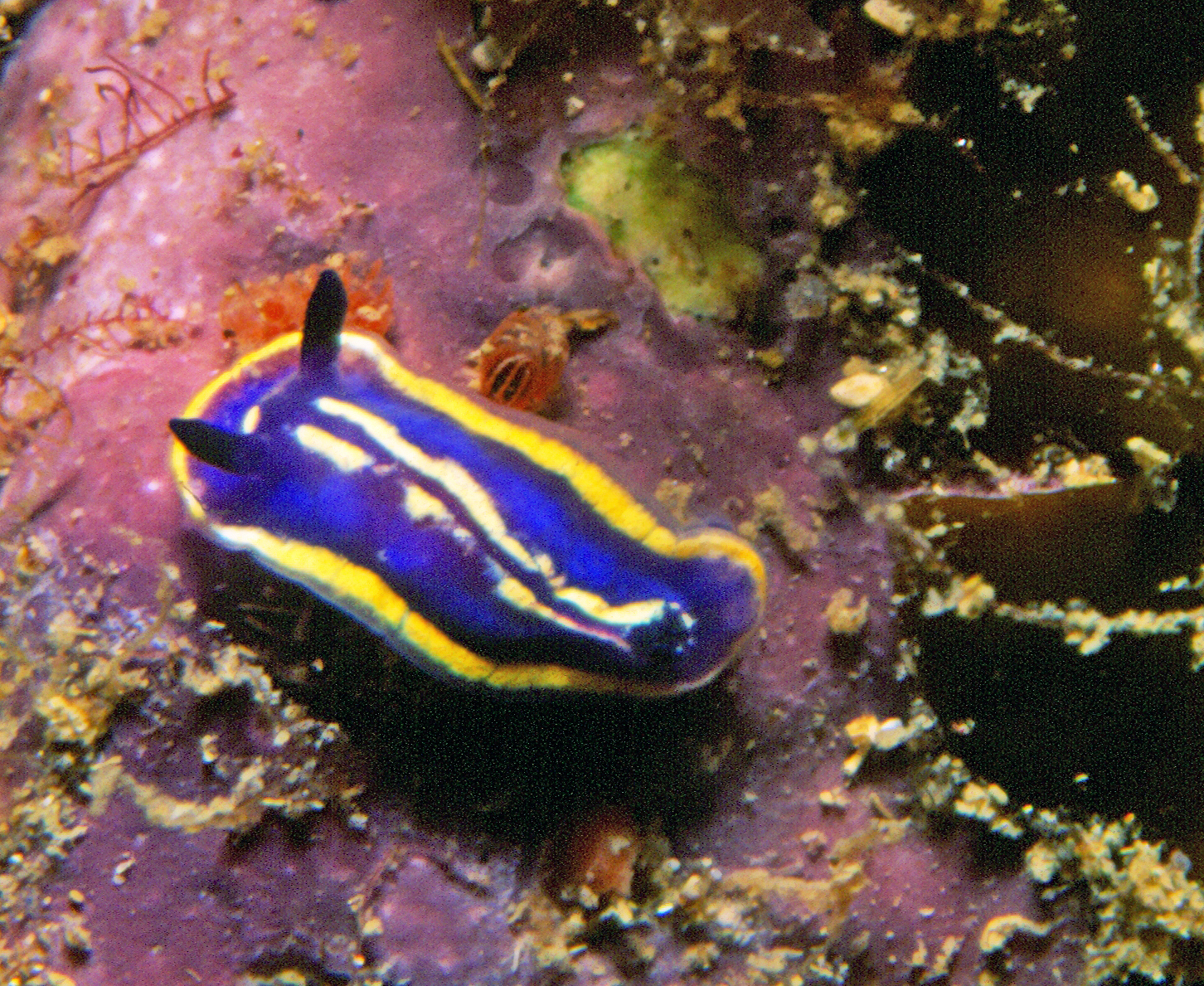
Felimare bilineata
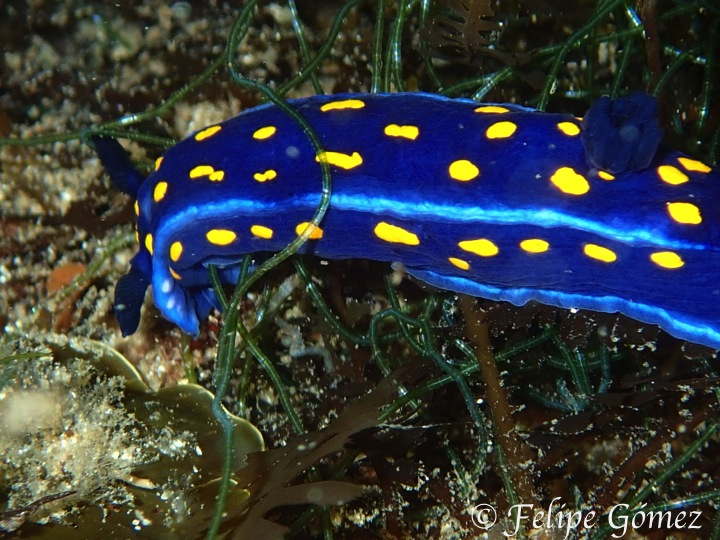
Felimare californiensis
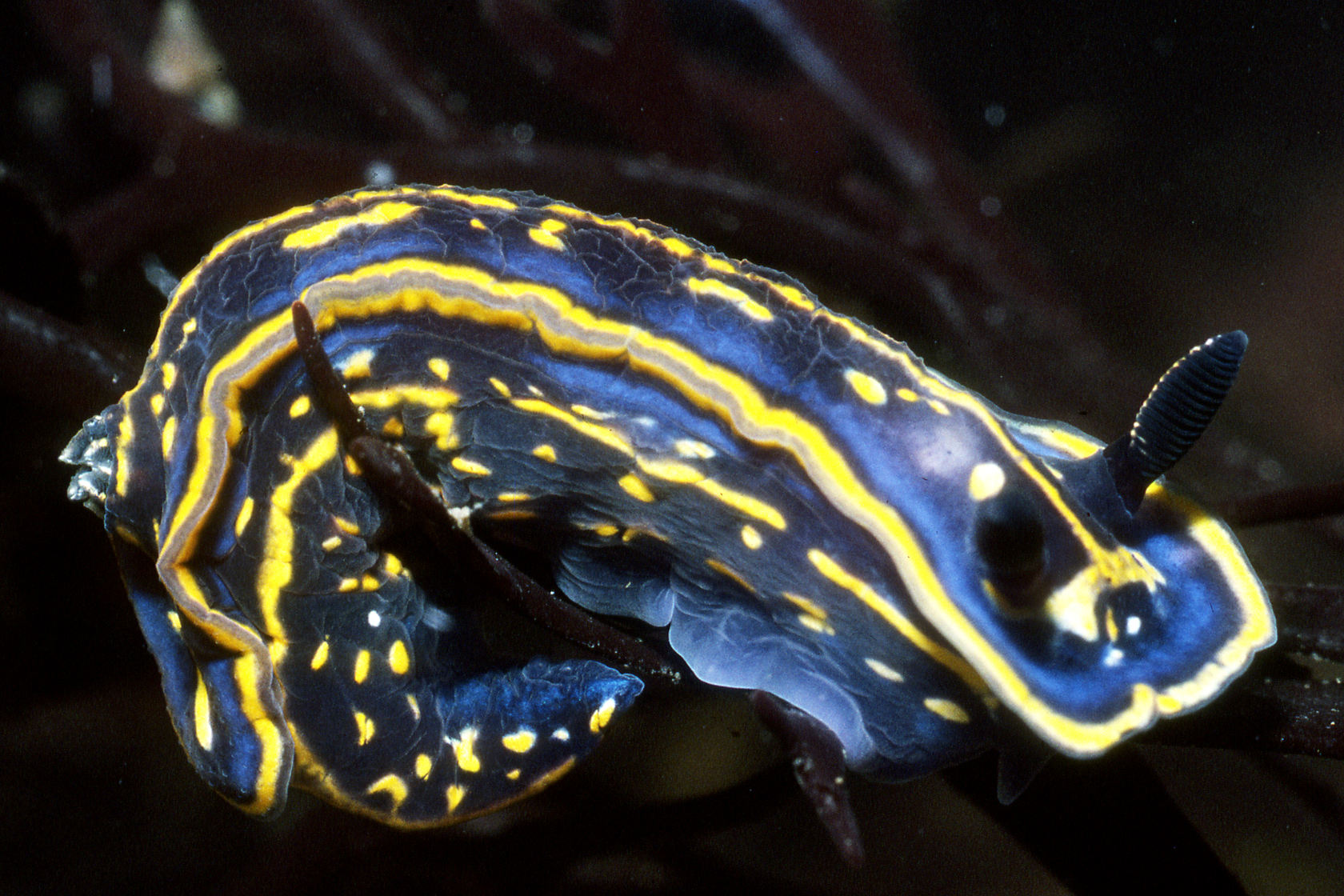
Felimare cantabrica
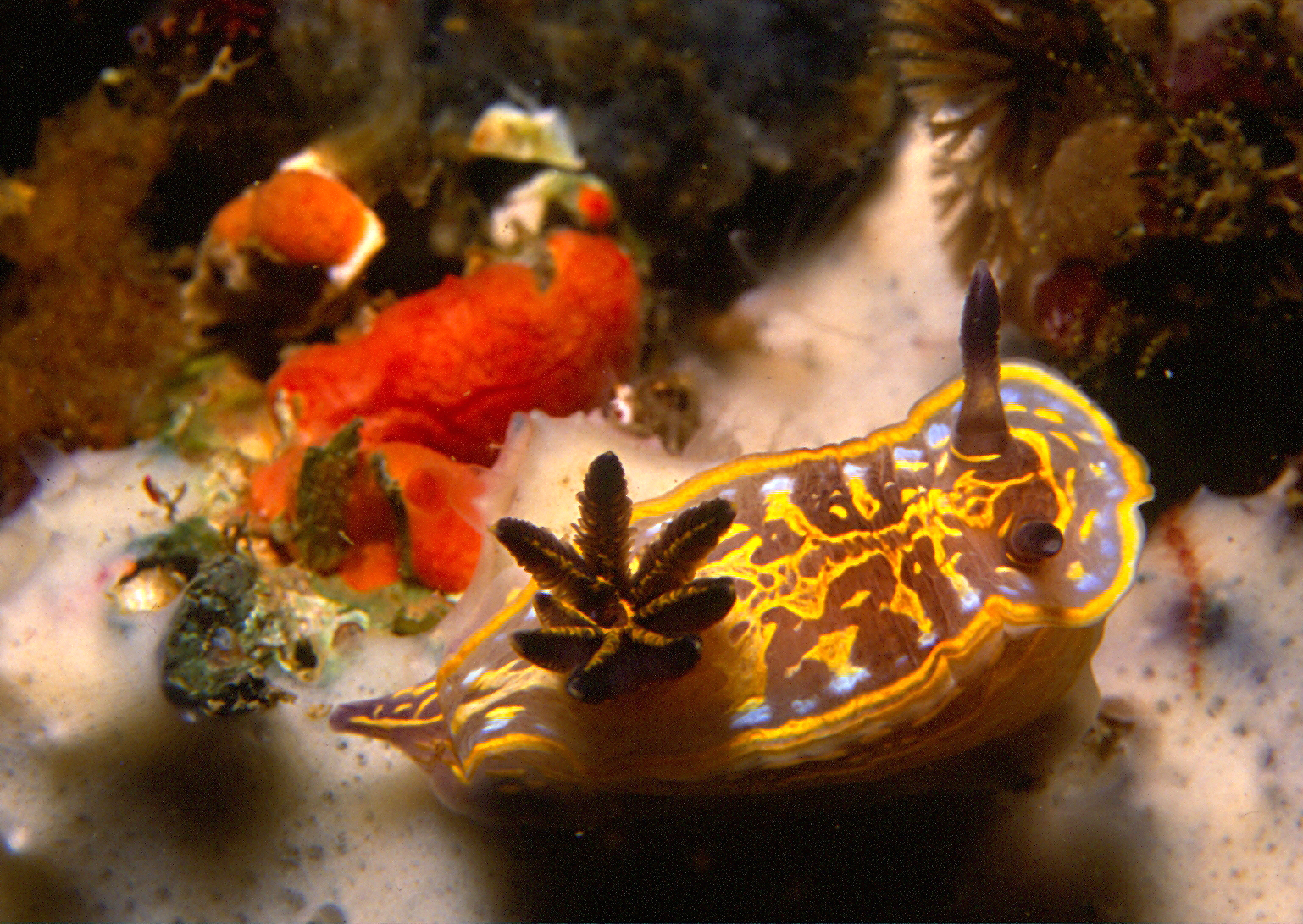
Felimare fontandraui
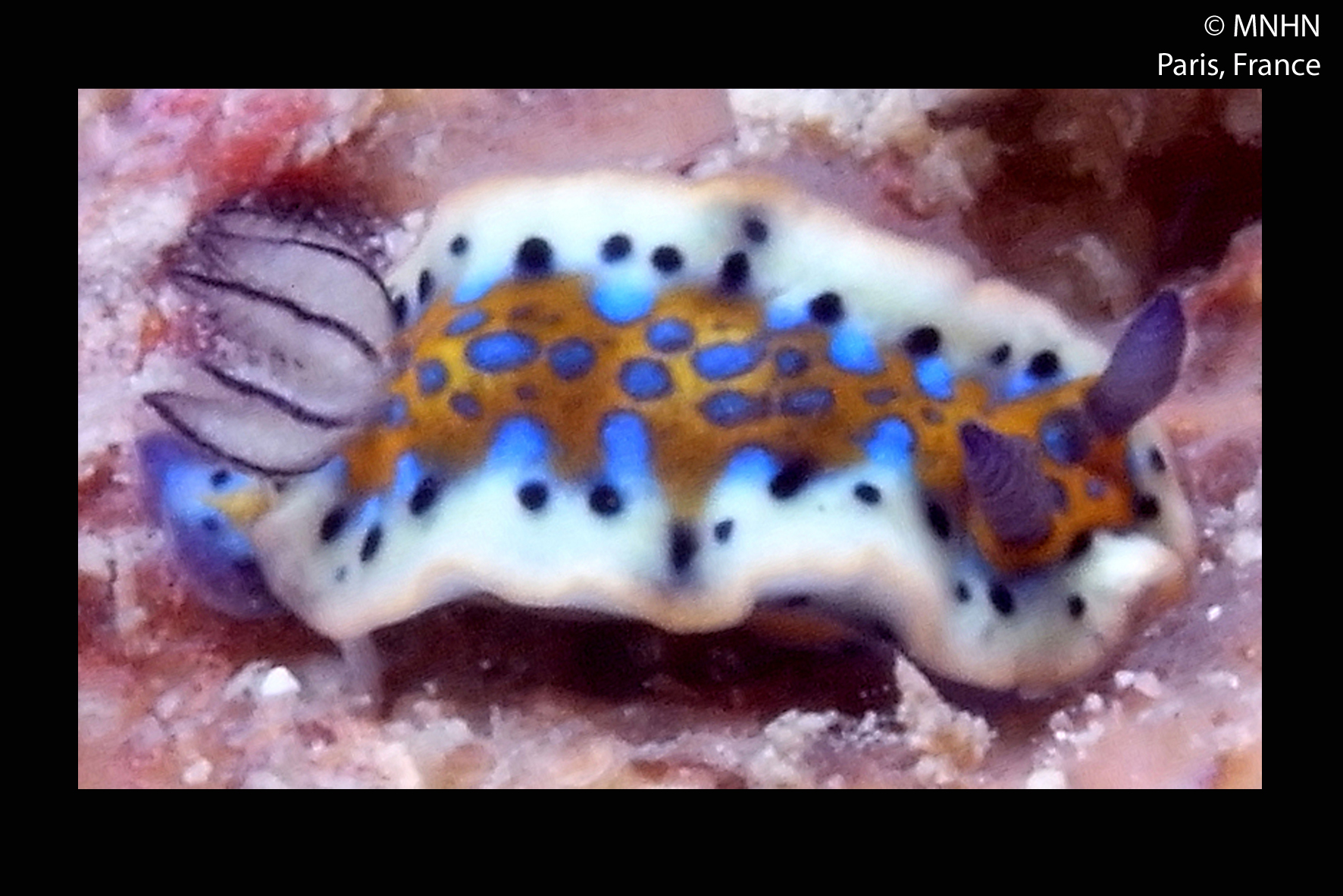
Felimare fortunensis
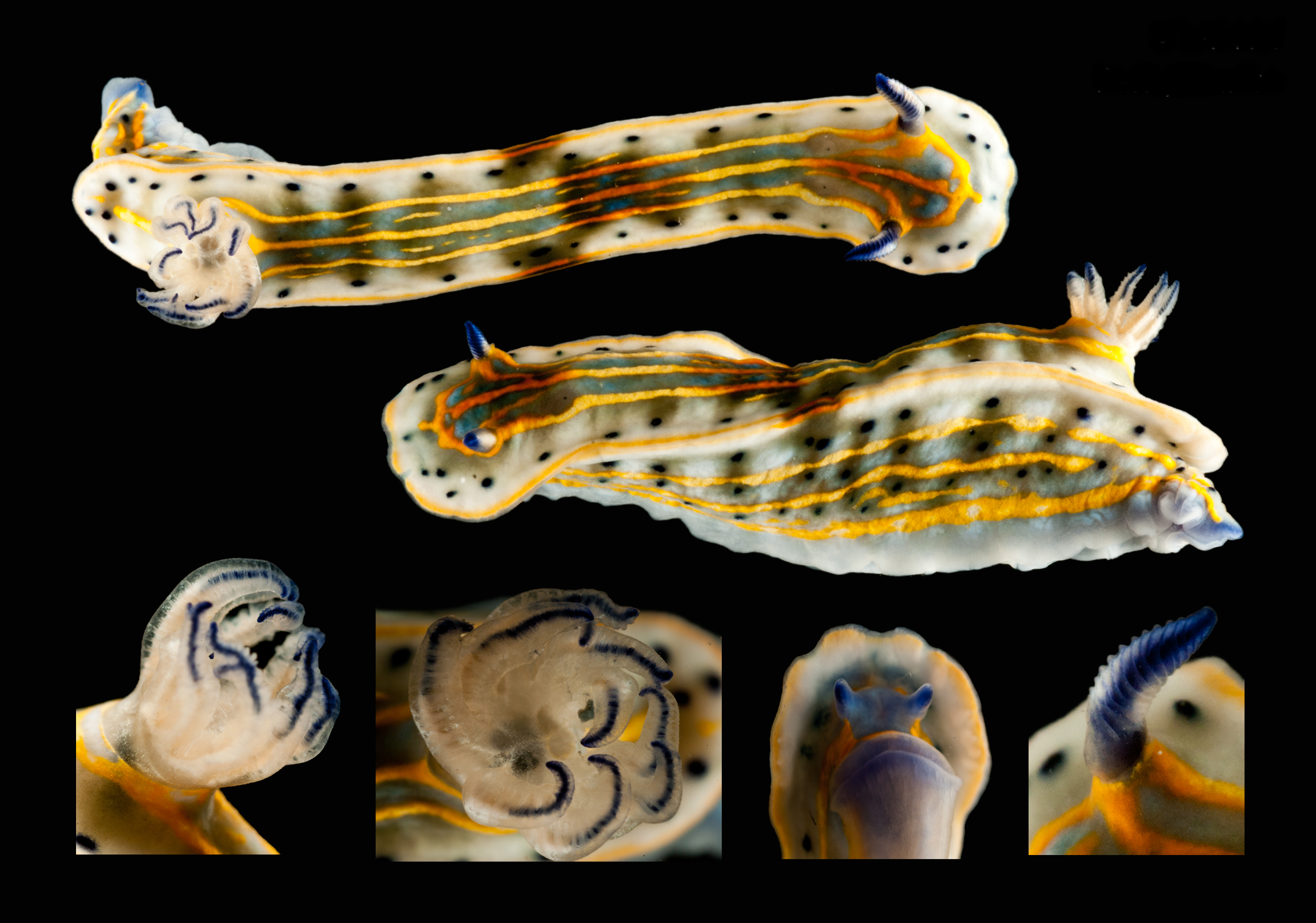
Felimare fregona
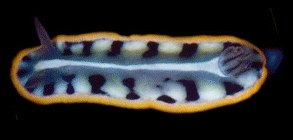
Felimare kempfi
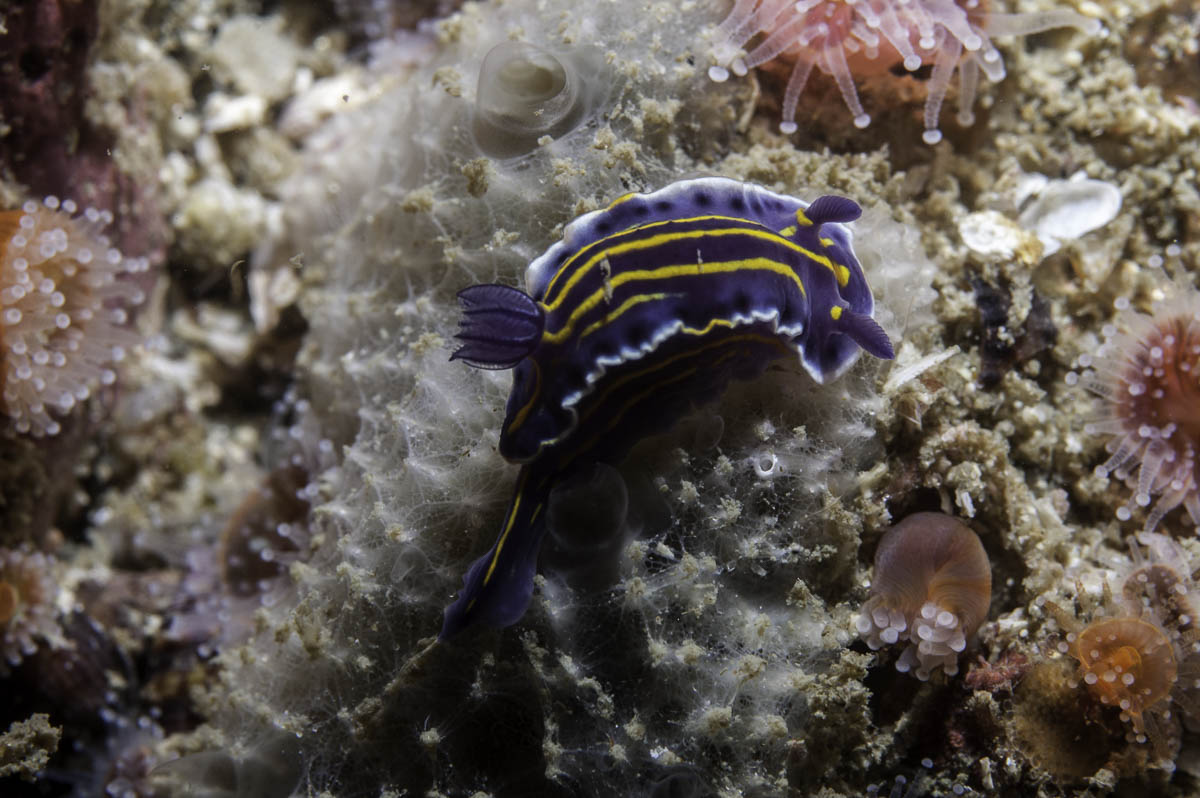
Felimare lajensis
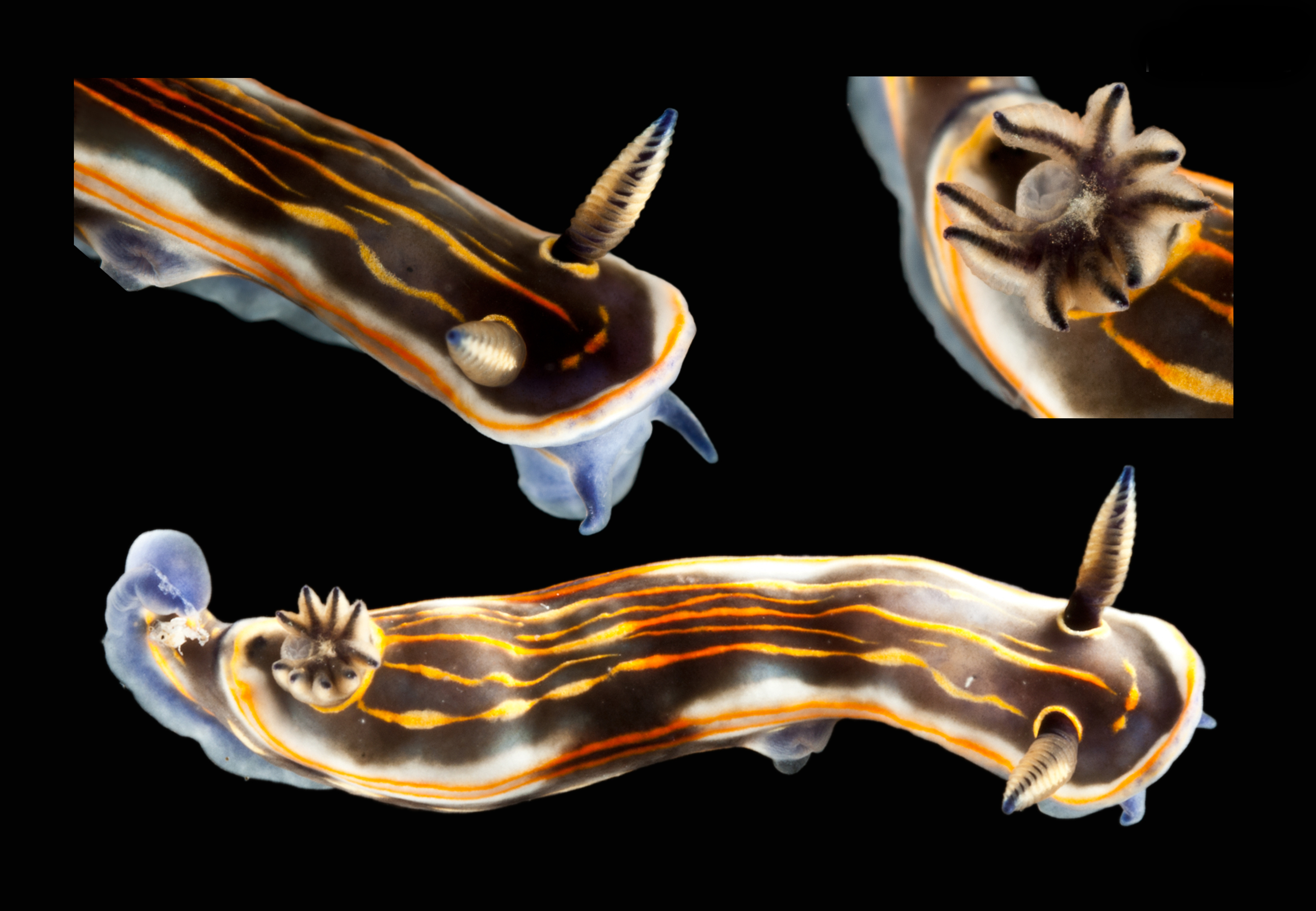
Felimare lalique
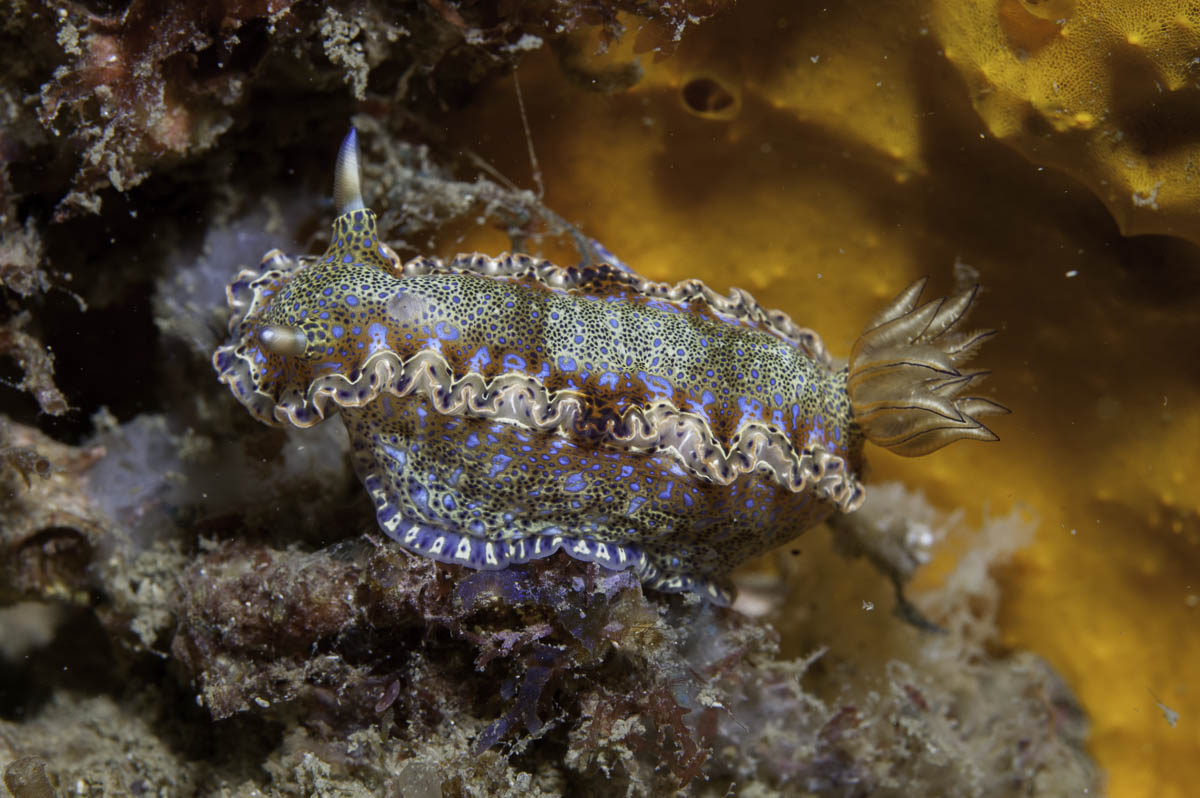
Felimare marci
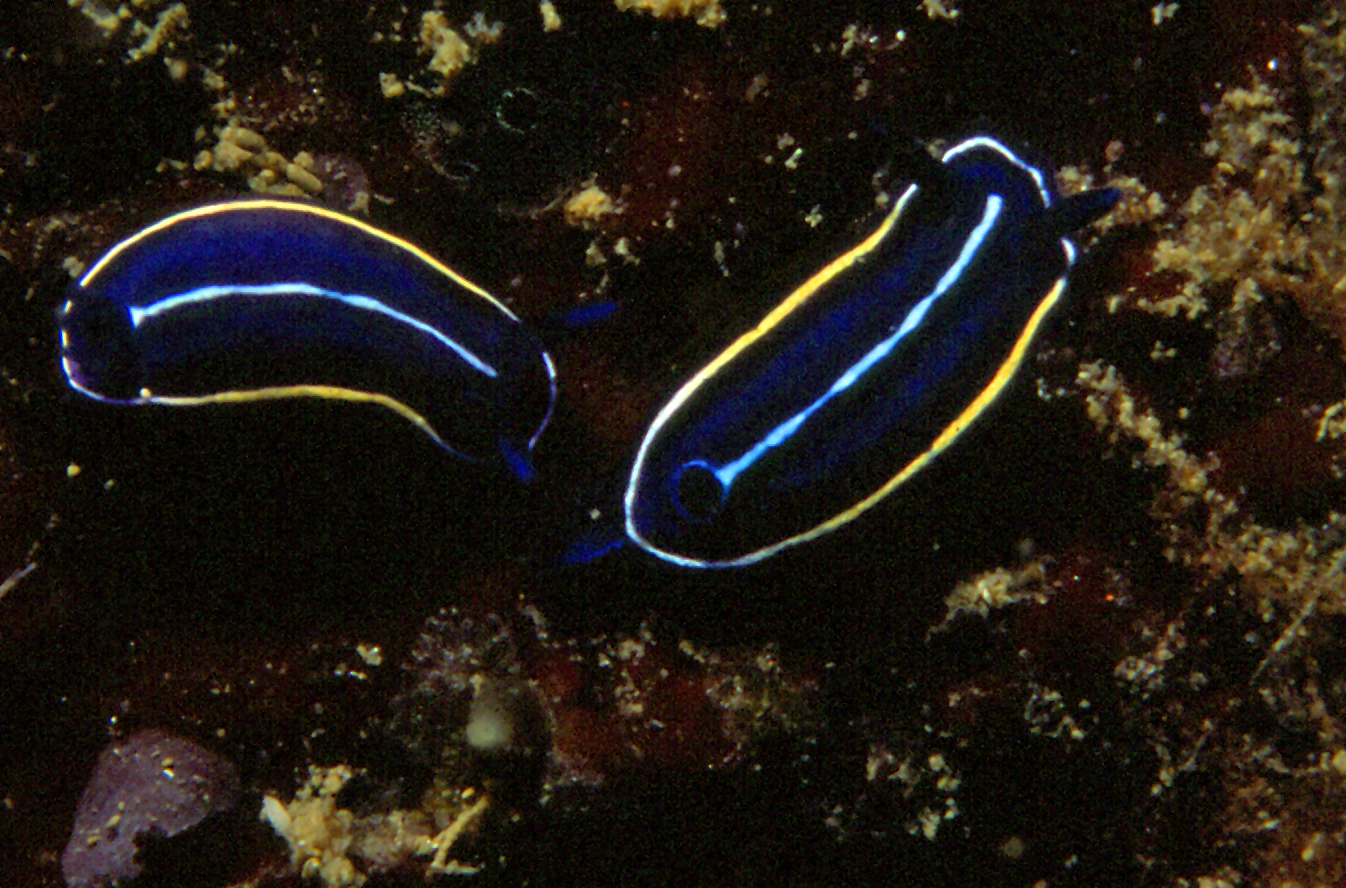
Felimare orsinii
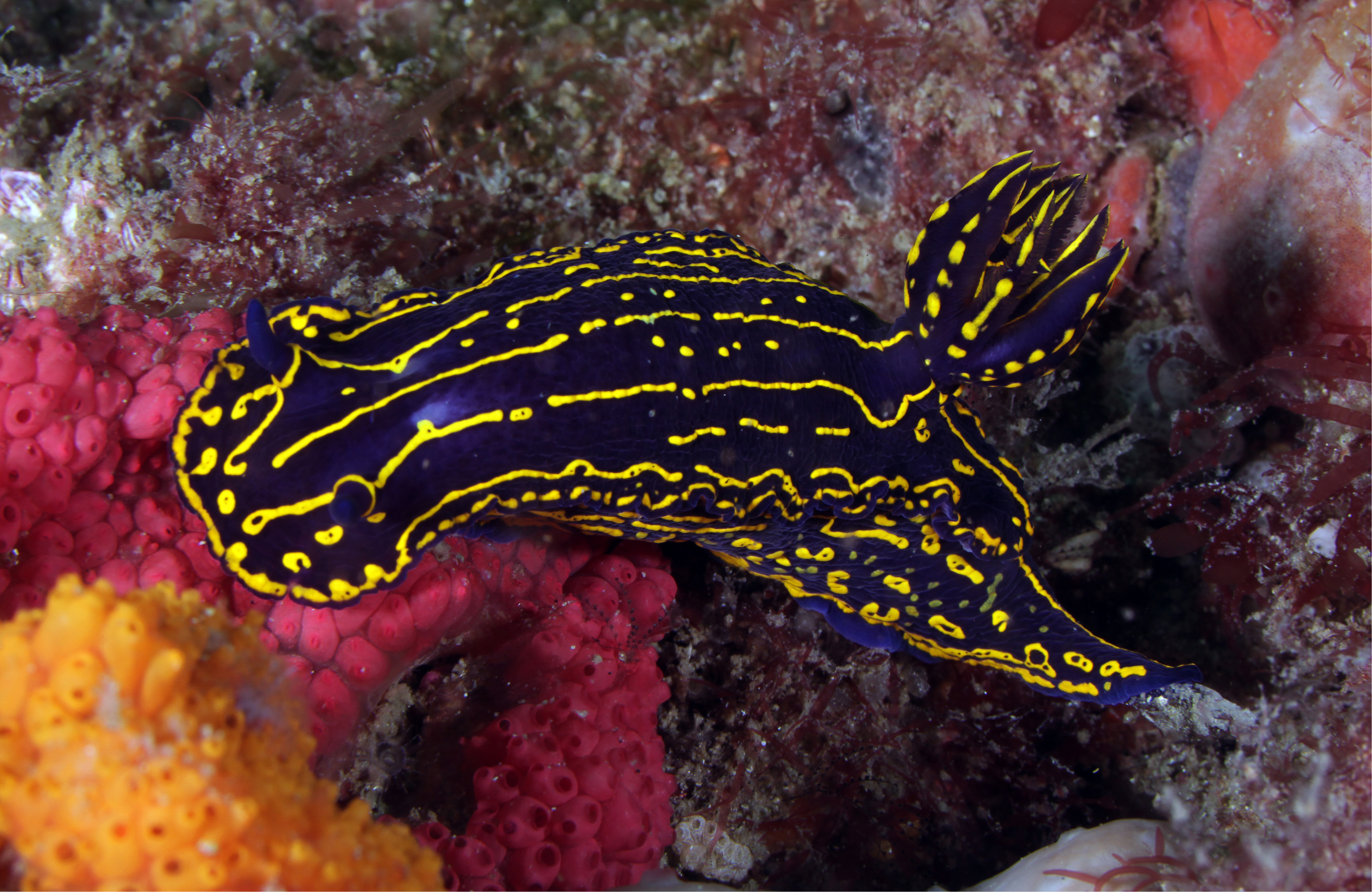
Felimare picta
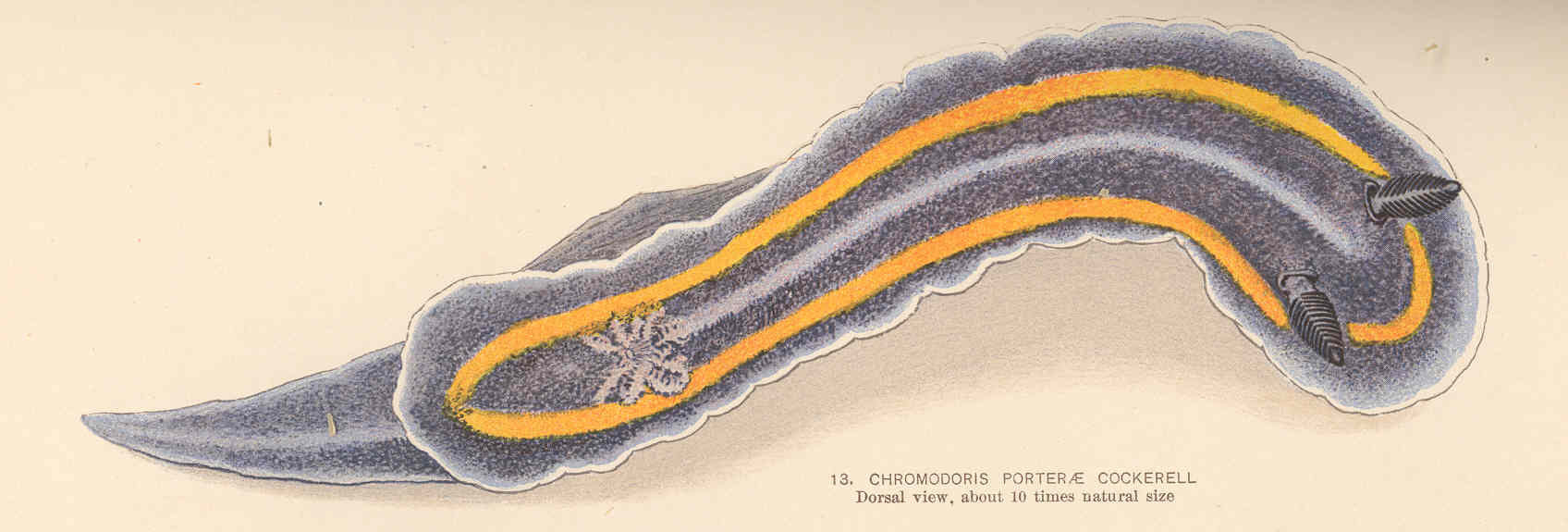
Felimare porterae
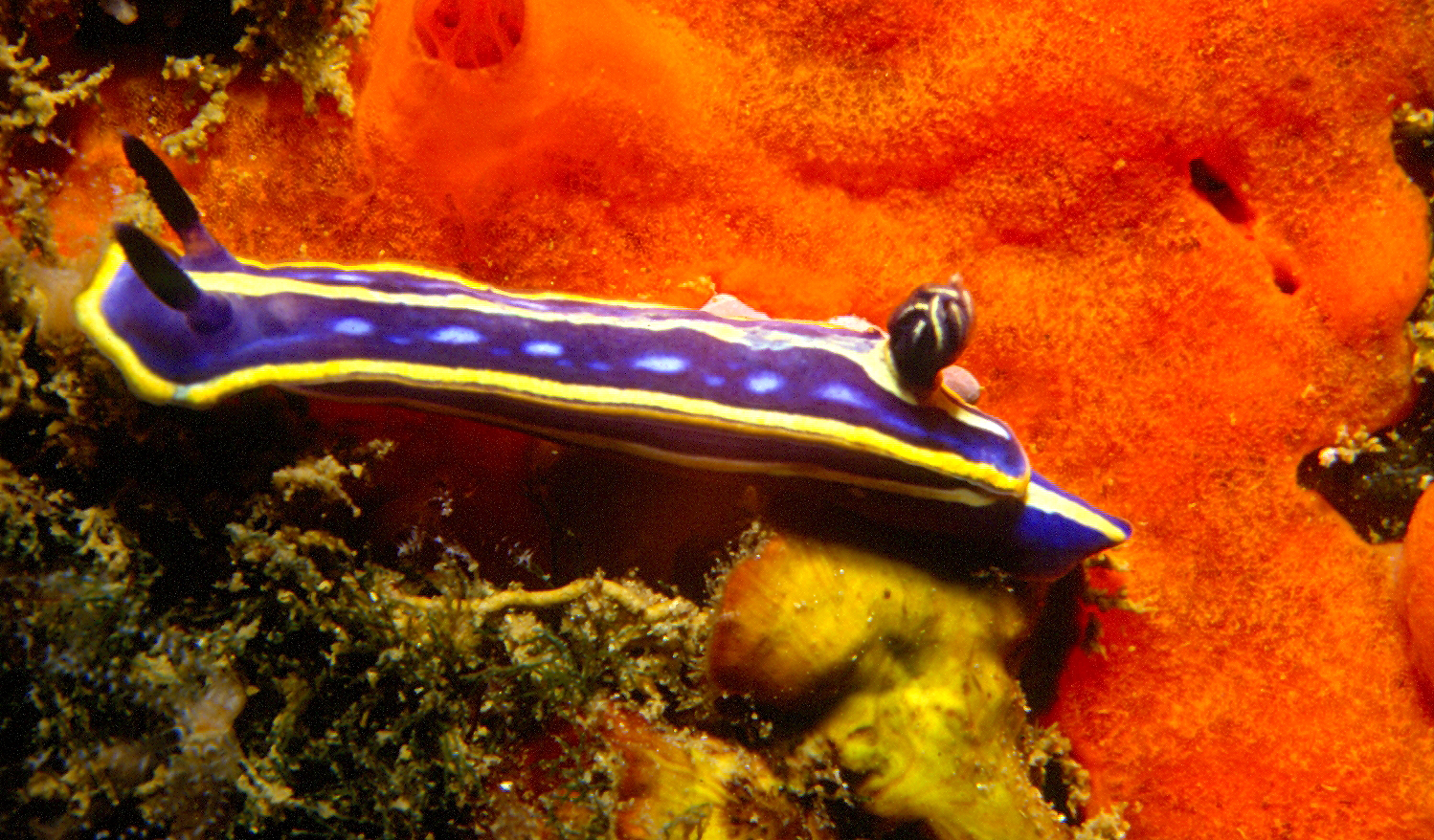
Felimare tricolor
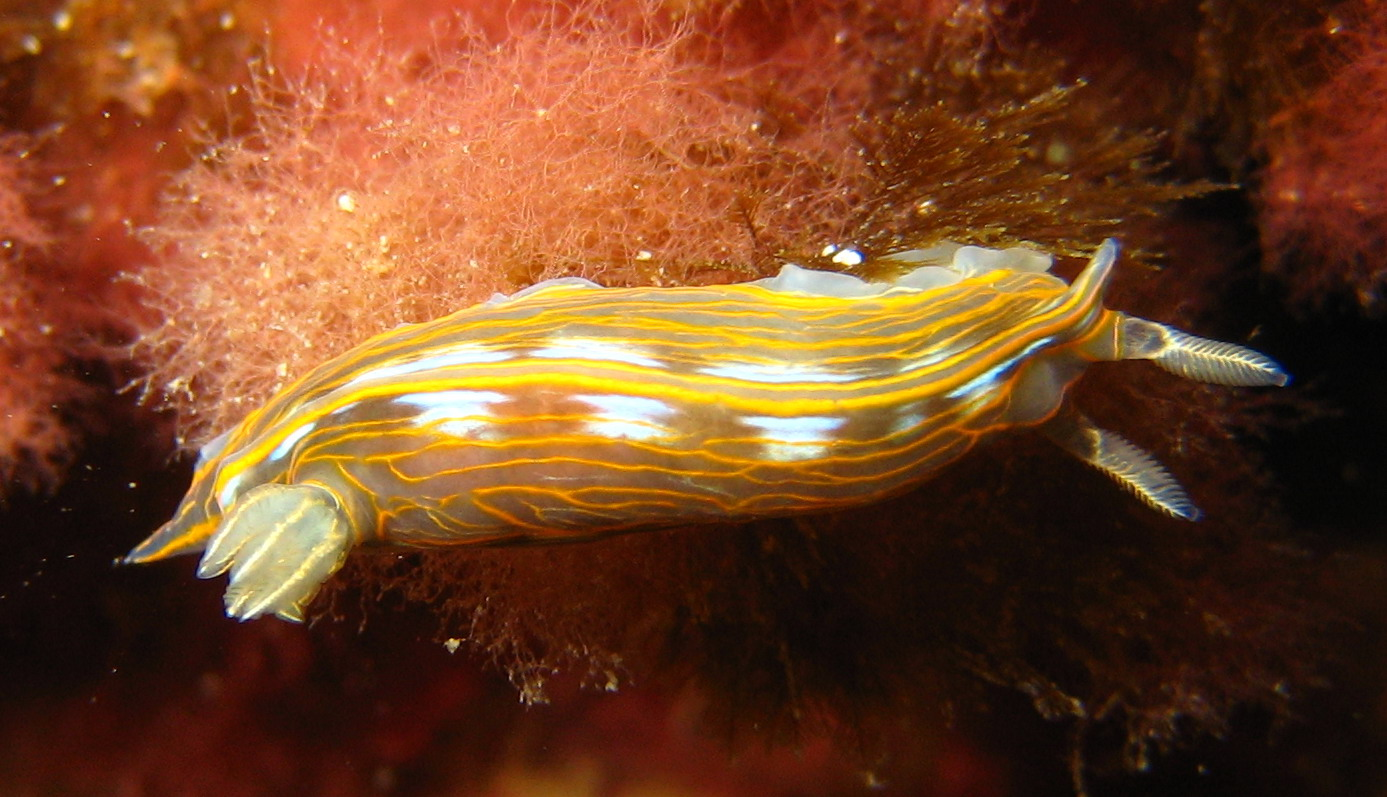
Felimare villafranca
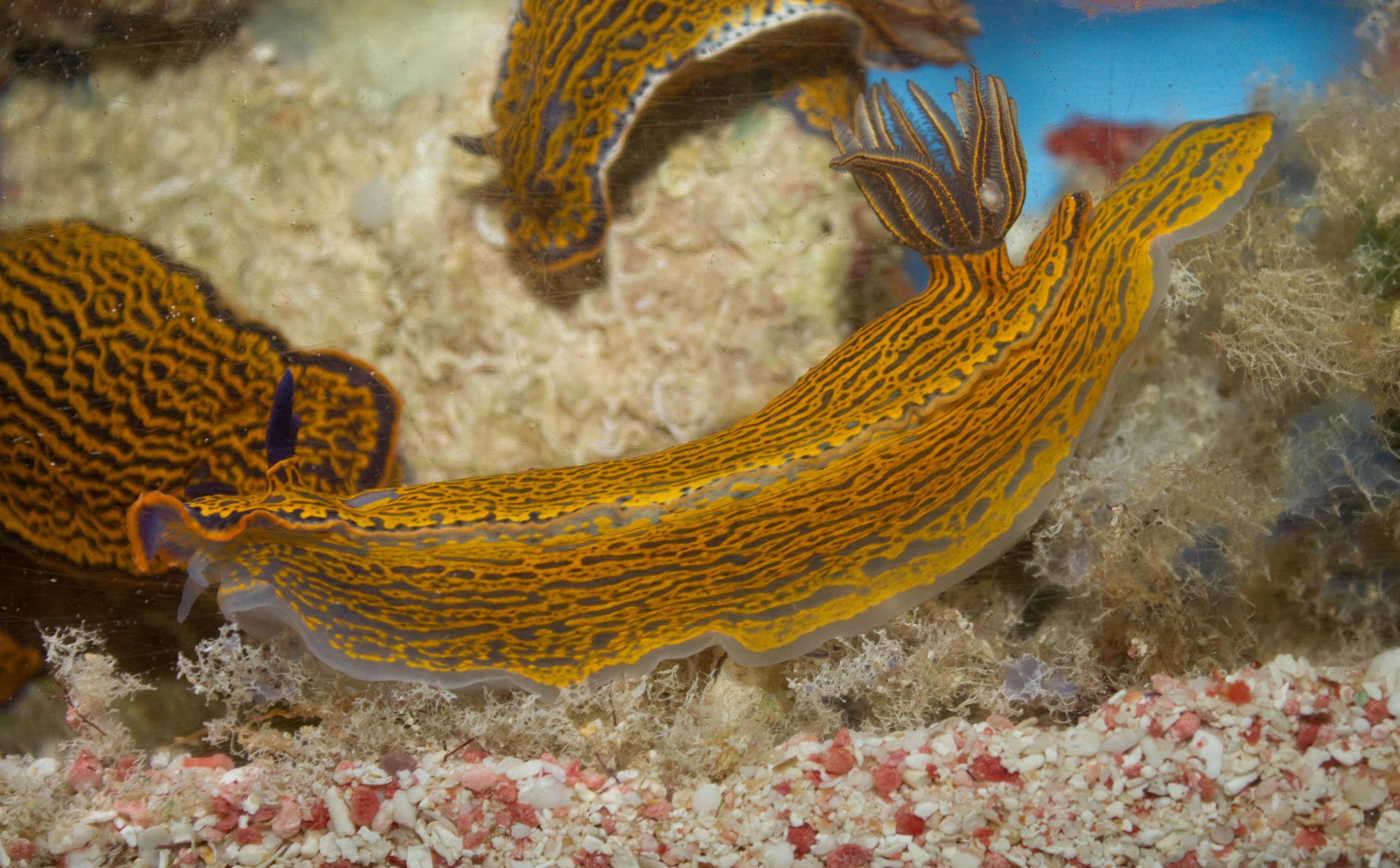
Hypselodoris zebra